# Joseph E. Johnston

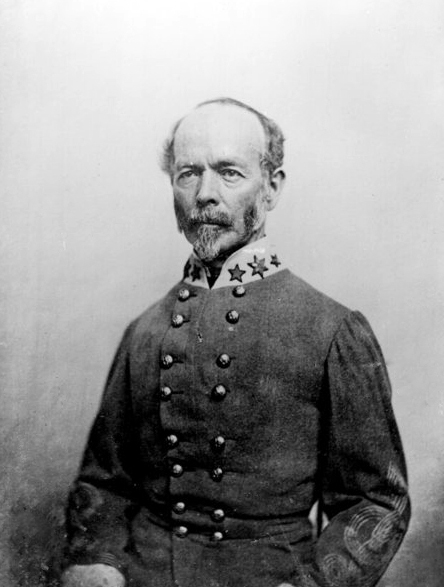
General Joseph Eggleston Johnston

Joseph Eggleston Johnston, född 3 februari 1807, död 21 mars 1891, var en general i sydstatsarmén under amerikanska inbördeskriget. Han var ledamot av USA:s representanthus 1879–1881.

## Tidiga år
Johnston föddes i Farmville, Virginia och fick sin utbildning på US Military Academy där han tog examen 1829. I armén var han verksam som officer inom artilleriet och topograf och deltog i Indiankriget 1832-42 och i Mexikanska kriget som regementschef.

## Amerikanska inbördeskriget
När Johnstons hemstat gick ur unionen begärde Johnston avsked från den reguljära armén för att istället slåss för Amerikas konfedererade stater, och utnämndes till befälhavare i Virginia. Han är en av de mest välkända konfedererade generalerna och deltog i flera av krigets mest kända slag som exempelvis Första slaget vid Bull Run och slaget vid Seven Pines, där han blev svårt sårad. 
Johnston hade flera viktiga befäl under krigets gång. Fram till 1862 var han befälhavare för Amerikas konfedererade staters kanske främsta armé, Army of Northern Virginia, som han tvingades lämna till fördel för Robert E. Lee till följd av en skada. Efter tillfrisknandet fick han befäl för krigets västra krigsskådeplats, men hamnade på dålig fot med administrationen på grund av sin inaktivitet, något som visade sig tydligt under både William Tecumseh Shermans Atlanta-kampanj och Ulysses Simpson Grants belägring av Vicksburg, och entledigades från sitt befäl. I februari 1865 ställdes Johnston dock åter i spetsen för sydstaternas trupper i South Carolina.
Johnston kapitulerade den 26 april 1865 efter att han fått besked om att Robert E. Lees armé gett upp.